# Danh sách công ty Albania
Dưới đây là danh sách các công ty ở Albania.

## Ngân hàng

### Ngân hàng trung ương
- Ngân hàng Albania

### Thương mại
- Ngân hàng Alpha Hy Lạp
- Ngân hàng Hoa Kỳ của Albania liên kết với New York City
- Banka Amerikane e Shqiperise
- Banka Kombetare Tregtare - BKT
- Ngân hàng Emporiki thành viên của Ngân hàng Thương mại Hy Lạp
- Ngân hàng Credins
- Ngân hàng Đầu tư Đầu tiên
- Ngân hàng Intesa Sanpaolo Albania
- Ngân hàng Quốc gia Hy Lạp
- Ngân hàng Procredit  (cũ là ngân hàng Fefad)
- Ngân hàng Raiffeisen

## Cố vấn
- Deloitte & Touche kiểm toán và cố vấn

## Viễn thông
- Albtelecom
- Albanian Mobile Communications
- Vodafone Albania
- Eagle Mobile

## Vận chuyển
- Albanian Airlines Công ty vận chuyển quốc gia. Sở hữu bởi Mak-Albania
- Ada Air Hãng hàng không đầu tiên của Albanian
- Hàng không Albatross
- Hàng không Belle